# Major League Soccer
A Major League Soccer (MLS; em português:  Liga Principal de Futebol) é a principal liga de futebol profissional masculino entre clubes dos Estados Unidos, tida como a de mais alto nível do desporto no país e sancionada pela United States Soccer Federation (USSF). A liga é composta por 30 equipes — 27 nos Estados Unidos e 3 no Canadá — desde a temporada de 2025.
A MLS foi fundada em 1993 como parte da candidatura bem-sucedida dos Estados Unidos para sediar a Copa do Mundo FIFA de 1994. A temporada inaugural ocorreu em 1996 com dez equipes. A temporada regular da MLS normalmente começa no final de fevereiro ou início de março e vai até meados de outubro, com cada equipe jogando 34 partidas; o time com melhor aproveitamento de pontos recebe o troféu Supporters' Shield. Dezoito equipes competem nas eliminatórias da MLS Cup no final de outubro e novembro, culminando no jogo final decisivo da liga, a MLS Cup.
Em vez de operar como uma associação de clubes independentes, a MLS é uma entidade única em que cada equipe é propriedade da liga e operada individualmente pelos investidores da liga. A liga tem adesão fixa como a maioria das ligas esportivas dos Estados Unidos e Canadá, o que a torna uma das poucas ligas de futebol que não utiliza processo de promoção e rebaixamento.

## História
A Major League Soccer é a mais recente de uma série de principais ligas nacionais de futebol profissional masculino estabelecidas nos Estados Unidos e no Canadá. A antecessora da MLS foi a North American Soccer League (NASL), que existiu de 1968 a 1984. Os Estados Unidos não tinham uma liga verdadeiramente nacional de primeira divisão com sanções da FIFA até a criação da NASL. A primeira liga a ter clubes profissionais dos EUA e do Canadá, a NASL lutou até meados da década de 1970, quando o New York Cosmos, o time mais proeminente da liga, contratou vários dos melhores jogadores do mundo, incluindo Pelé e Franz Beckenbauer. A chegada de Pelé atraiu outras estrelas internacionais conhecidas para a liga, incluindo Johan Cruyff, Gerd Müller, Eusébio, Bobby Moore e George Best. Apesar dos aumentos dramáticos no público (com alguns jogos atraindo mais de 70.000 torcedores, como o Soccer Bowl '78, o maior público até o momento para qualquer campeonato de futebol de clubes nos Estados Unidos), a expansão excessiva, a recessão econômica do início dos anos 1980 e as disputas com o sindicato dos jogadores levou ao colapso da NASL após a temporada de 1984, deixando os Estados Unidos sem uma liga de futebol de alto nível até a MLS.

### Estabelecimento
Em 1988, em troca da concessão pela FIFA do direito de sediar a Copa do Mundo de 1994, a United States Soccer Federation (USSF) prometeu estabelecer uma liga de futebol profissional de primeira divisão. Em 1993, a USSF selecionou a Major League Professional Soccer (a precursora da MLS) como a liga de futebol profissional exclusiva da primeira divisão. A Major League Soccer foi oficialmente formada em fevereiro de 1995 como uma sociedade de responsabilidade limitada.
Tab Ramos foi o primeiro jogador contratado pela MLS, em 3 de janeiro de 1995, e foi designado para o New York/New Jersey MetroStars. A MLS começou a ser disputada em 1996 com dez times. O primeiro jogo foi realizado em 6 de abril de 1996, quando o San Jose Clash derrotou o D.C. United diante de 31.000 torcedores no Spartan Stadium em San José em um jogo transmitido pela ESPN. A liga gerou algum burburinho ao conseguir atrair alguns jogadores importantes da Copa do Mundo de 1994 para jogar na MLS — incluindo estrelas dos EUA como Alexi Lalas, Tony Meola e Eric Wynalda, e jogadores estrangeiros como o mexicano Jorge Campos e o colombiano Carlos Valderrama. O D.C. United venceu a MLS Cup em três das primeiras quatro temporadas da liga. A liga adicionou suas duas primeiras equipes de expansão em 1998 — o Miami Fusion e o Chicago Fire; o Chicago Fire conquistou seu primeiro título em sua temporada inaugural.

### Expansão e mudanças

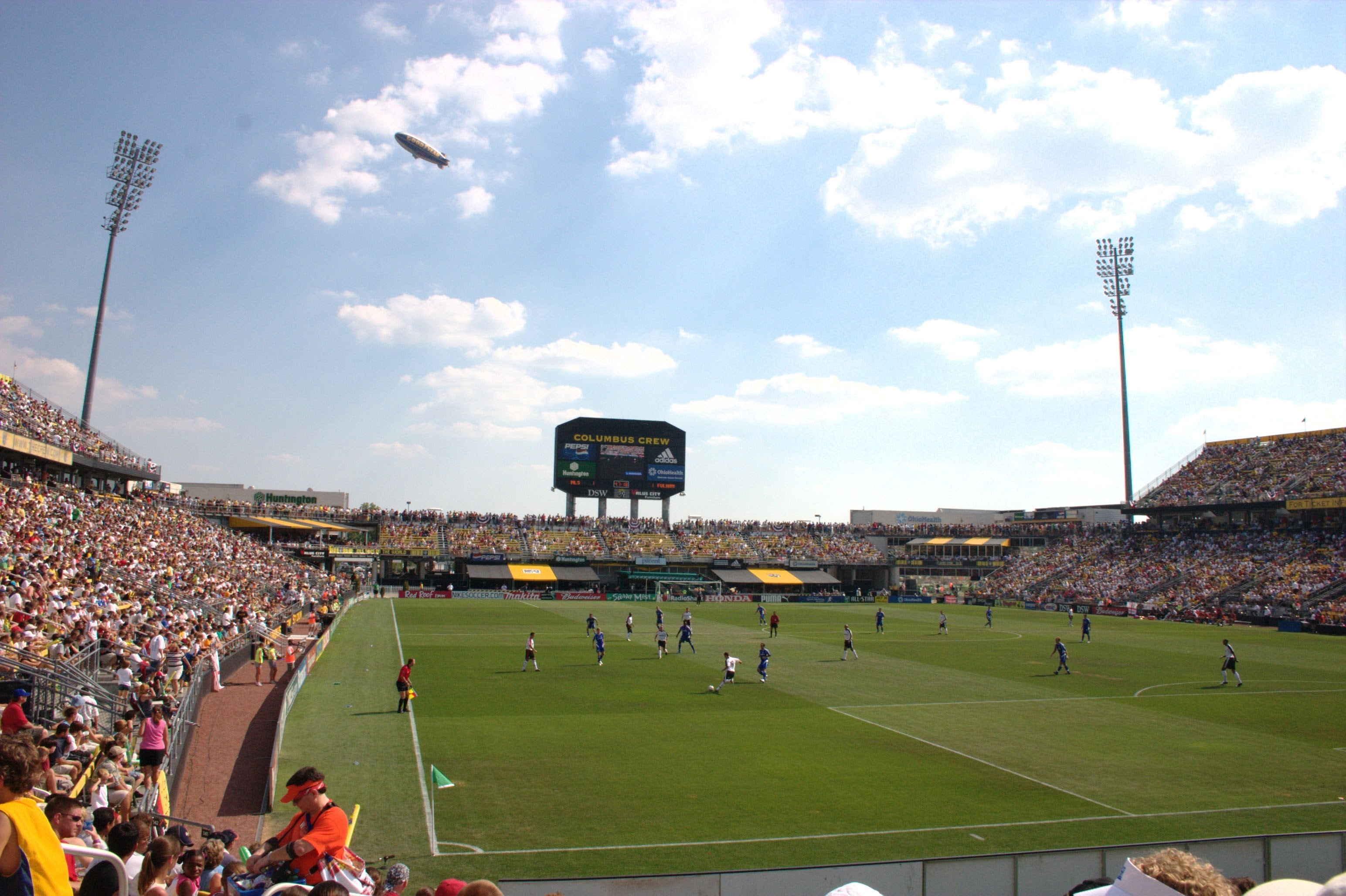
Columbus Crew Stadium, estádio do Columbus Crew. Inaugurado em 1999, esse estádio foi o primeiro específico para futebol nos Estados Unidos.

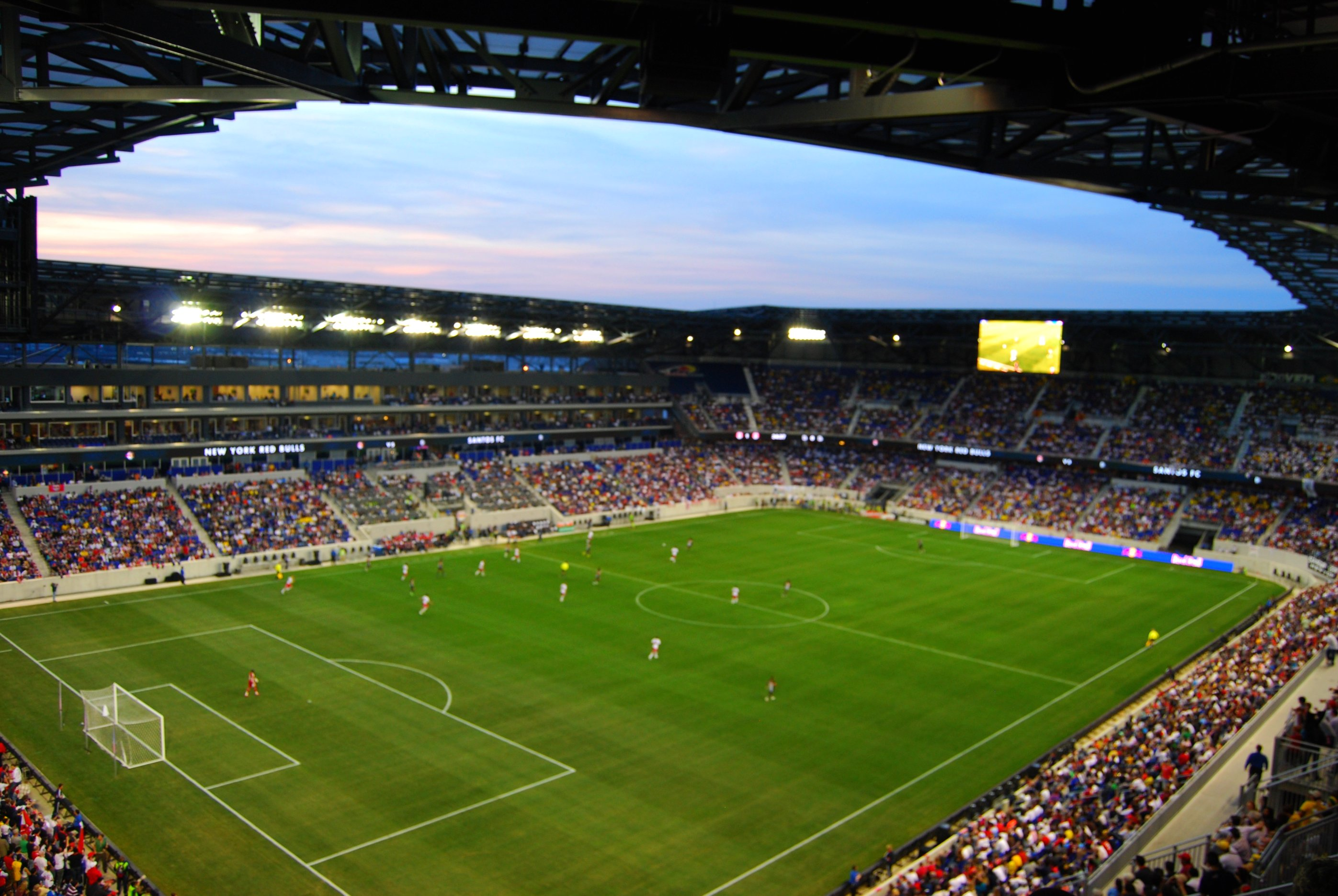
A temporada de 2010 também trouxe a inauguração do estádio específico de futebol do New York Red Bulls, o Red Bull Arena.

A liga se ampliava a 12 equipes em 1998, ao ser adicionado o Chicago Fire à conferência Oeste e o Miami Fusion à conferência Leste. A partir do ano de 1999 o San José Clash trocou de nome e passou a se chamar San José Earthquakes. Em 2000, a liga se reorganizou em conferências Leste, Central e Oeste; Chicago, Tampa Bay, Dallas e Columbus foram movidos à nova conferência central. Na temporada de 2001, as duas equipes da Flórida (Miami Fusion e Tampa Bay Mutiny) foram dissolvidas e a liga voltou a ser de dez equipes divididas em duas conferências, como era antes, mas com o Chicago Fire na conferência Leste.
Na temporada de 2004, a liga se ampliou outra vez, acrescentando o Real Salt Lake, de Salt Lake City, e o Chivas USA, que compartilha o estádio Home Depot Center com o Los Angeles Galaxy. As duas equipes novas foram colocadas na Conferencia Oeste, movendo Kansas City para o Leste. Em 2005, o San José Earthquakes se mudou para Houston e renomeado para Houston Dynamo. Mas outra franquia com o mesmo nome compartilhando a história dos Earthquakes foi instaurada na temporada de 2008.
Em 9 de março de 2006, a multinacional de bebidas energéticas Red Bull comprou o MetroStars e rebatizou-o Red Bull New York.
Na temporada de 2007, uma nova ampliação. Pela primeira vez uma equipe do Canadá participa da liga: o Toronto FC. Eventualmente todas as três maiores cidades canadenses conseguiram times, com o Vancouver Whitecaps em 2011 e o Montreal Impact no ano seguinte.
A expansão garantiu franquias à Seattle (Seattle Sounders FC, fundado em 2009 após absorver a equipe e elenco de uma equipe homônima da USL First Division), Filadélfia (Philadelphia Union em 2010) e Portland (Portland Timbers em 2011).

### História recente
Em 2014, a Major League Soccer respeita o contrato com David Beckham de quando ele foi jogar no Los Angeles Galaxy no qual garante uma franquia a ele quando ele se aposentasse. Com sede em Miami, David se juntou com Simon Fuller, os empresários cubanos Jorge e Jose Mas, e Marcelo Claure, dono do Club Bolívar, para formar o time.
No dia 27 de outubro de 2014, a liga anunciou que, pelo fato de não ter seu estádio próprio e falhar em atrair o público latino, após várias temporadas de pouco público e baixa audiência, o Chivas USA iria encerrar as atividades ao fim da temporada regular, e uma nova franquia de expansão foi concedida a Los Angeles, mais tarde denominado Los Angeles FC, que estreou em 2018.
Em 2015, estrearam o New York City Football Club e o Orlando City SC. Com isso, a liga chegou a 20 equipes e realinhou suas conferências.
Em 2016, Don Garber anunciou a liga chegaria a 28 clubes, possivelmente em 2020. Em 2017, 12 cidades estavam concorrendo as vagas.
Em 2017, estrearam Atlanta United FC e Minnesota United FC na competição. Em julho, a MLS recusa uma proposta de 4 bilhões de dólares da MP & Silva pelos direitos de transmissão da liga, pois a empresa exigia que a Major League Soccer se adaptasse ao futebol internacional, acrescentando acesso e descenso. Além disso, o movimento foi mal visto, pois poderia servir de manobra pra entrada do Miami FC na liga, clube do Riccardo Silva, dono da MP & Silva.
Em outubro de 2017, Anthony Precourt, dono do Columbus Crew SC, anunciou seus planos de realocar a equipe para Austin, Texas. A mudança, vinda de acordo prévio com a liga que previa a realocação caso não conseguisse construir um novo estádio em Columbus, foi aprova pela prefeitura de Austin e 15 de agosto de 2018, e o nome Austin FC foi anunciado no dia 22 de agosto. Porém a torcida do Crew começou uma grande campanha nas redes sociais para manter a equipe. Como o contrato com o Precourt não poderia ser desfeito, foi concedido a ele uma franquia de expansão. Os direitos do Crew foram vendidos a Jimmy Haslam, dono do Cleveland Browns, e com um acordo de buscar a construção de um novo estádio para a equipe, o clube permaneceu na liga. O Austin FC estreia na temporada 2021.
Em 20 de dezembro de 2017, foi concedido ao Nashville Soccer Club, da USL Championship, uma franquia de expansão. Fundado como Nashville Football Club, o clube surgiu como de propriedade dos fãs, inspirado no F.C. United of Manchester. Disputou a National Premier Soccer League entre 2013 e 2016. Inicialmente o clube planejava entrar a NASL, porém em 2017 a USL garantiu que o clube entraria na liga, tendo pouco tempo depois seu pedido de entrar na MLS garantido. Nashville SC estreou na liga em 2020.
Em 29 de maio de 2018, o FC Cincinnati se garantiu na liga, passando na frente de outros mercados maiores como Detroit, Charlotte e St Louis. A favor do FC Cincinnati eram os recordes seguidos de público, com vários jogos batendo mais de 20 mil pessoas e com médias de público por vezes maiores que os próprios times da MLS. Pesou também o fato da equipe estar pronta pra disputar a MLS já no ano seguinte.
Em 2020, além do Nashville SC, também foi o ano de estreia do Inter Miami CF, equipe gerida pelo David Beckham.
Em 2021, foi o ano de estreia do Austin FC.
Em 2022 foi o ano de estreia do Charlotte FC.

## Equipes
| Atlanta United Austin FC Charlotte FC Chicago Fire Colorado Rapids Columbus Crew FC Cincinnati D.C. United FC Dallas Houston Dynamo LAFC LA Galaxy Inter Miami Minnesota United CF Montréal Nashville SC NE Revolution NYCFC NYRB Orlando City Philadelphia Union Portland Timbers Real Salt Lake San Diego FC San Jose Earthquakes Seattle Sounders St. Louis City Sporting Kansas City Toronto FC Vancouver WhitecapsLocalização das equipes participantes da Major League Soccer. |

As 29 equipes da Major League Soccer estão divididas entre as conferências Leste e Oeste. A MLS se expandiu regularmente desde a temporada de 2005, mais recentemente com a adição do St. Louis City SC para a temporada de 2023. O San Diego FC está planejado para entrar na liga em 2025.
A liga apresenta inúmeras copas de rivalidade que são disputadas por duas ou mais equipes, geralmente rivais geográficos. Cada troféu é concedido à equipe com o melhor recorde em partidas durante a temporada regular envolvendo as equipes participantes. O conceito é comparável aos troféus de rivalidade jogados pelos times universitários de futebol americano.
| Conferência       | Equipe                 | Localização                        | Estádio                    | Capacidade | Entrada | Treinador        |
| ----------------- | ---------------------- | ---------------------------------- | -------------------------- | ---------- | ------- | ---------------- |
| Conferência Leste | Atlanta United         | Atlanta, Geórgia                   | Mercedes-Benz Stadium      | 42.500     | 2017    | Gonzalo Pineda   |
| Conferência Leste | Charlotte FC           | Charlotte, Carolina do Norte       | Bank of America Stadium    | 38.000     | 2022    | Dean Smith       |
| Conferência Leste | Chicago Fire           | Chicago, Illinois                  | Soldier Field              | 24.995     | 1998    | Frank Klopas     |
| Conferência Leste | FC Cincinnati          | Cincinnati, Ohio                   | TQL Stadium                | 26.000     | 2019    | Pat Noonan       |
| Conferência Leste | Columbus Crew          | Columbus, Ohio                     | Lower.com Field            | 20.371     | 1996    | Wilfried Nancy   |
| Conferência Leste | D.C. United            | Washington, D.C.                   | Audi Field                 | 20.000     | 1996    | Troy Lesesne     |
| Conferência Leste | Inter Miami            | Fort Lauderdale, Flórida           | Chase Stadium              | 21.550     | 2020    | Gerardo Martino  |
| Conferência Leste | CF Montréal            | Montreal, Quebec                   | Saputo Stadium             | 19.619     | 2012    | Laurent Courtois |
| Conferência Leste | Nashville SC           | Nashville, Tennessee               | Geodis Park                | 30.000     | 2020    | Gary Smith       |
| Conferência Leste | New England Revolution | Foxborough, Massachusetts          | Gillette Stadium           | 20.000     | 1996    | Caleb Porter     |
| Conferência Leste | New York City FC       | Cidade de Nova Iorque, Nova Iorque | Yankee Stadium             | 30.321     | 2015    | Nick Cushing     |
| Conferência Leste | New York Red Bulls     | Harrison, Nova Jérsei              | Red Bull Arena             | 25.000     | 1996    | Sandro Schwarz   |
| Conferência Leste | Orlando City           | Orlando, Flórida                   | Inter&Co Stadium           | 25.500     | 2015    | Óscar Pareja     |
| Conferência Leste | Philadelphia Union     | Chester, Pensilvânia               | Subaru Park                | 18.500     | 2010    | Jim Curtin       |
| Conferência Leste | Toronto FC             | Toronto, Ontário                   | BMO Field                  | 28.351     | 2007    | John Herdman     |
| Conferência Oeste | Austin FC              | Austin, Texas                      | Q2 Stadium                 | 20.738     | 2021    | Josh Wolff       |
| Conferência Oeste | Colorado Rapids        | Commerce City, Colorado            | Dick's Sporting Goods Park | 18.061     | 1996    | Chris Armas      |
| Conferência Oeste | FC Dallas              | Frisco, Texas                      | Toyota Stadium             | 19.096     | 1996    | Nico Estévez     |
| Conferência Oeste | Houston Dynamo         | Houston, Texas                     | Shell Energy Stadium       | 22.039     | 2006    | Ben Olsen        |
| Conferência Oeste | Sporting Kansas City   | Kansas City, Kansas                | Children's Mercy Park      | 18.467     | 1996    | Peter Vermes     |
| Conferência Oeste | LA Galaxy              | Carson, Califórnia                 | Dignity Health Sports Park | 27.000     | 1996    | Greg Vanney      |
| Conferência Oeste | Los Angeles FC         | Los Angeles, Califórnia            | BMO Stadium                | 22.000     | 2018    | Steve Cherundolo |
| Conferência Oeste | Minnesota United       | Saint Paul, Minnesota              | Allianz Field              | 19.400     | 2017    | Cameron Knowles3 |
| Conferência Oeste | Portland Timbers       | Portland, Oregon                   | Providence Park            | 25.218     | 2011    | Phil Neville     |
| Conferência Oeste | Real Salt Lake         | Sandy, Utah                        | America First Field        | 20.213     | 2005    | Pablo Mastroeni  |
| Conferência Oeste | San Diego FC           | San Diego, Califórnia              | Snapdragon Stadium         | 35.000     | 2025    | A definir        |
| Conferência Oeste | San Jose Earthquakes   | San José, Califórnia               | PayPal Park                | 18.000     | 1996    | Luchi Gonzalez   |
| Conferência Oeste | Seattle Sounders       | Seattle, Washington                | Lumen Field                | 37.722     | 2009    | Brian Schmetzer  |
| Conferência Oeste | St. Louis City         | St. Louis, Missouri                | CityPark                   | 22.423     | 2023    | Bradley Carnell  |
| Conferência Oeste | Vancouver Whitecaps    | Vancouver, Colúmbia Britânica      | BC Place                   | 22.120     | 2011    | Vanni Sartini    |

### Equipes anteriores
| Equipe           | Localização              | Estádio               | Capacidade | Entrada | Última temporada |
| ---------------- | ------------------------ | --------------------- | ---------- | ------- | ---------------- |
| Tampa Bay Mutiny | Tampa, Flórida           | Raymond James Stadium | 65.657     | 1996    | 2001             |
| Miami Fusion     | Fort Lauderdale, Flórida | Lockhart Stadium      | 17.417     | 1998    | 2001             |
| Chivas USA       | Carson, Califórnia       | StubHub Center        | 18.800     | 2005    | 2014             |

## Formato

### Competição
A competição é dividida em duas conferências, a Conferência Leste e Conferência Oeste. Durante a temporada 2020, foram 14 times na Leste e 12 times na Oeste. Todas as equipes disputam entre si na temporada regular, e em 2020 pela primeira vez na competição não houve confronto de todos contra todos. O melhor colocado da temporada regular ganha o título da MLS Supporters' Shield, cujo atual campeão é o Los Angeles Football Club
Os melhores de cada conferência se classificam para os playoffs, que em 2020 foi em jogos de apenas ida. Nesse sistema de mata-mata, as oitavas de final recebem o nome de primeira fase, as quartas de final recebem o nome semifinal de conferência e as semifinais recebem o nome de final de conferência. O vencedores das finais de conferência recebem o título da conferência e garantem vaga para a MLS Cup. Os melhores colocados nos playoffs, o campeão da MLS Cup e os vencedores do MLS Supporters' Shield garantem uma vaga na Liga dos Campeões da CONCACAF.
A final da competição, chamada de MLS Cup, ocorre em dezembro em jogo único entre os campeões de Leste e Oeste. O estádio escolhido é a do finalista com melhor campanha na temporada.
Anualmente, o MLS All-Star, time dos melhores jogadores da liga naquela temporada, de acordo com o prémio MLS Best XI, disputa um amistoso com uma equipe convidada. Em 2020 seria disputado entre a MLS All-Star e a seleção do ano da Liga MX, porém foi cancelado por causa da Pandemia de COVID-19. No passado ocorreram partidas entre os melhores jogadores da conferência Leste contra os da conferência Oeste, MLS USA x MLS World contra jogadores do restante do mundo e MLS All-Star x USA contra a seleção estadunidense de futebol.
Também existe a Lamar Hunt U.S. Open Cup, a copa doméstica dos Estados Unidos, cujos times da MLS competem desde 1996. Vitória na Open Cup garante acesso a Liga dos Campeões da CONCACAF.

### Sistema de franquias
A liga funciona em um sistema de franquias, na qual a Major League Soccer é sócio junto com o dono da equipe. Não há uma regra que limite o número de equipes que uma pessoa ou empresa pode ter, tanto que em determinado momento, o bilionário Philip Anschutz foi dono de seis equipes na liga, e Lamar Hunt de outras três.
Diversas disputas ocorreram por causa desse sistema, a principal o processo Fraser v. Major League Soccer de 2002.
Realocações também ocorreram por causa de falta de entendimento entre os dono e a MLS. Em 2005 Philip Anschutz transferiu o San José Earthquakes para Huston por falta de acordo em relação a construção do estádio. Em 2014, a liga obrigou o Chivas Guadalajara a vender sua franquia Chivas USA por falta de público. Em 2019, o dono do Columbus Crew, Anthony Precourt, decidiu transferir a equipe para Austin, e depois de uma campanha em massa dos torcedores nas redes sociais, a liga foi obrigada a comprar e posteriormente passar os direitos da equipe para outra pessoa para que o clube não fosse extinto. Em 2020, a liga obrigou Dell Loy Hansen a vender o Real Salt Lake após acusações de racismo.

### Rivalidades
Nos Estados Unidos, os clássicos são disputados em formato de copa (em inglês: Rivalry Cups), e a equipe que conseguir mais pontos em partidas entre as equipes. Diferentemente de outros lugares do mundo, um "clássico" pode envolver mais que duas equipes.

## Organização

### Administração
O diretor executivo da liga se chama comissionário. Desde 1999, Don Garber exerce a função de comissário da Major League Soccer. Antes dele,
Doug Logan exercia essa função.

### Nomes das equipes
Originalmente, no mesmo estilo de outros esportes nos Estados Unidos, quando foram criados os times receberam nomes que eram apelidos, como Columbus Crew, San Jose Clash ou Tampa Bay Mutiny. DC United e Miami Fusion FC foram duas exceções que adotaram nomes mais tradicionais. No entanto, novos times como Real Salt Lake, Houston Dynamo e Toronto FC adotaram nomes similares a clubes europeus. Inclusive, dois times se rebatizaram nesse estilo, como Dallas Burn virando em 2005 o FC Dallas, e em 2011 o Kansas City Wizards se tornando Sporting Kansas City. Alguns outros usam um híbrido dos dois estilos, como o Columbus Crew Soccer Club e Seattle Sounders Football Club.

### Mudanças nas regras
Tratando de fazer o esporte mais "estadunidense", a MLS havia tentado algumas mudanças de regras nos primeiros anos.
- O relógio, que conta 90 minutos no futebol internacional, na MLS contaria regressivamente e o relógio pararia nas situacões de bola parada. Quando o relógio marcasse 0:00, o tempo terminaria. Depois da temporada de 1999, esta regra foi abandonada a favor de um relógio tradicional.
- A outra mudança era a definição por Shoot-Out, para resolver os jogos empatados. Se o jogo terminasse com um empate, uma situação similar à definição de pênaltis ocorreria:
  - Um jogador receberia a bola a 35 metros do gol com cinco segundos para anotar. Como os pênaltis, era uma competição com cinco tentativas para cada equipe. Se o resultado era todavia empate, haveria outra série de Shoot-Out'. A equipe que ganhasse recebia um ponto (a diferença de três pontos para uma vitória), a equipe que perdesse recebia zero.
- Tristemente para a MLS, as mudanças de regras, especialmente a de Shoot-Out, não ganhava uma grande audiência entre o público estadunidense e de fato se ganhava a antipatia de alguns fãs tradicionais. O Shoot-Out saiu depois da temporada de 1999.
- A MLS experimentava com o gol de ouro de 2000 a 2003, mas em 2004 parou o experimento, ao aplicar o modelo tradicional de definição das partidas.

## Regras

### A "Regra de Beckham"

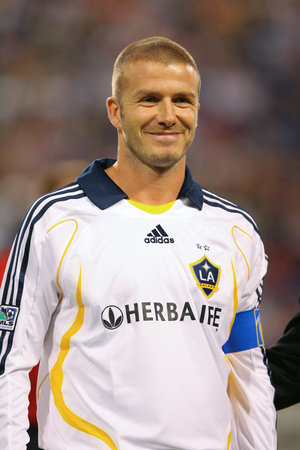
David Beckham

Os jogadores que atuam na MLS têm um "teto salarial", o que garante não só o equilíbrio das finanças das equipes como também o equilíbrio entre as mesmas. Porém, em 2006, a MLS criou a Designated Player Rule (Regra do Jogador Designado, em inglês), que permite que as equipes tenham em seu plantel um jogador acima desse "teto". Em 11 de janeiro de 2007, a equipe Los Angeles Galaxy anunciou a contratação milionária e bombástica do jogador — e estrela pop — David Beckham. Estima-se que ele recebeu 250 milhões de dólares por 5 anos de contrato, tornando-se assim, o desportista mais bem pago do mundo. Tendo sido o primeiro jogador contratado sob a Designated Player Rule, esta passou a ser conhecida como Beckham Rule (em português, a Regra de Beckham). Beckham chegou ao Los Angeles Galaxy em 13 de julho e fez sua estreia oficial em 21 de julho em um amistoso contra a equipe britânica Chelsea.
Outras contratações de prestígio vieram: em 3 de abril, o Chicago Fire anunciou oficialmente a contratação do jogador mexicano Cuauhtémoc Blanco (que fez sua estreia em 22 de julho); em 17 de abril, o Red Bull New York apresentou ao público o atacante colombiano Juan Pablo Ángel; e no dia 19 de abril, o Columbus Crew anunciou a vinda para o seu plantel do jogador argentino argentino Guillermo Barros Schelotto. Em 24 de agosto, o FC Dallas anunciou oficialmente a contratação do brasileiro Denílson, campeão mundial com o Brasil na Copa do Mundo de 2002. Em 28 de janeiro de 2008, foi a vez do craque argentino Marcelo Gallardo, contratado pelo DC United. Em 10 de março de 2008, mais um argentino: Claudio López, novo contratado do Kansas City Wizards. Em 28 de outubro de 2008, o Seattle Sounders FC contratou o sueco Fredrik Ljungberg.
Em 14 de julho de 2010, o Red Bull New York anunciou a principal contratação desde David Beckham, o francês Thierry Henry estava chegando vindo do Barcelona. Também vindo para o Red Bull New York, o zagueiro mexicano Rafael Márquez veio também do Barcelona. Em 2013, o Red Bulls contratou Juninho Pernambucano, com uma curta passagem pelo clube, retornando ao Vasco da Gama após briga com o técnico. Além de craques como o brasileiro Kaká, o sueco Zlatan Ibrahimovic também veio, Steven Gerrard, Andrea Pirlo, David Villa, Frank Lampard, Nani, entre outros.
Com essas contratações de impacto e de prestígio (principalmente de Beckham) espera-se não só aumentar o interesse e o público, mas, principalmente, também deixar um legado para o futebol nos EUA.
A exemplo de outras ligas esportivas de prestígio como a NBA (basquetebol), a MLS também tem o seu "jogo das estrelas", conhecido como MLS All-Star.

### Regra doHomegrown Player
A regra do Homegrown Player (Homegrown Player Rule) permite aos times que assinem com o jogador que participou das categorias de base do clube sem precisar passar pela MLS SuperDraft.

## Campeões
| 1  | 1996 | D.C. United (1)          | 3–2         | LA Galaxy              | Tampa Bay Mutiny (1)       |
| 2  | 1997 | D.C. United (2)          | 2–1         | Colorado Rapids        | D.C. United (1)            |
| 3  | 1998 | Chicago Fire (1)         | 2–0         | D.C. United            | LA Galaxy (1)              |
| 4  | 1999 | D.C. United (3)          | 2–0         | LA Galaxy              | D.C. United (2)            |
| 5  | 2000 | Kansas City Wizards (1)  | 1–0         | Chicago Fire           | Kansas City Wizards (1)    |
| 6  | 2001 | San Jose Earthquakes (1) | 2–1         | LA Galaxy              | Miami Fusion (1)           |
| 7  | 2002 | LA Galaxy (1)            | 1–0         | New England Revolution | Los Angeles Galaxy (2)     |
| 8  | 2003 | San Jose Earthquakes (2) | 4–2         | Chicago Fire           | Chicago Fire (1)           |
| 9  | 2004 | D.C. United (4)          | 3–2         | Kansas City Wizards    | Columbus Crew (1)          |
| 10 | 2005 | LA Galaxy (2)            | 1–0         | New England Revolution | San Jose Earthquakes (1)   |
| 11 | 2006 | Houston Dynamo (1)       | 1–1 (4–3 p) | New England Revolution | D.C. United (3)            |
| 12 | 2007 | Houston Dynamo (2)       | 2–1         | New England Revolution | D.C. United (4)            |
| 13 | 2008 | Columbus Crew (1)        | 3–1         | New York Red Bulls     | Columbus Crew (2)          |
| 14 | 2009 | Real Salt Lake (1)       | 1–1 (5–4 p) | LA Galaxy              | Columbus Crew (3)          |
| 15 | 2010 | Colorado Rapids (1)      | 2–1         | FC Dallas              | LA Galaxy (3)              |
| 16 | 2011 | LA Galaxy (3)            | 1–0         | Houston Dynamo         | LA Galaxy (4)              |
| 17 | 2012 | LA Galaxy (4)            | 3–1         | Houston Dynamo         | San Jose Earthquakes (2)   |
| 18 | 2013 | Sporting Kansas City (2) | 1–1 (7–6 p) | Real Salt Lake         | New York Red Bulls (1)     |
| 19 | 2014 | LA Galaxy (5)            | 2–1 (pro)   | New England Revolution | Seattle Sounders (1)       |
| 20 | 2015 | Portland Timbers (1)     | 2–1         | Columbus Crew          | New York Red Bulls (2)     |
| 21 | 2016 | Seattle Sounders (1)     | 0–0 (5–4 p) | Toronto FC             | FC Dallas (1)              |
| 22 | 2017 | Toronto FC (1)           | 2–0         | Seattle Sounders       | Toronto FC (1)             |
| 23 | 2018 | Atlanta United (1)       | 2–0         | Portland Timbers       | New York Red Bulls (3)     |
| 24 | 2019 | Seattle Sounders (2)     | 3–1         | Toronto FC             | Los Angeles FC (1)         |
| 25 | 2020 | Columbus Crew (2)        | 3–0         | Seattle Sounders       | Philadelphia Union (1)     |
| 26 | 2021 | New York City FC (1)     | 1–1 (4–2 p) | Portland Timbers       | New England Revolution (1) |
| 27 | 2022 | Los Angeles FC (1)       | 3–3 (3–0 p) | Philadelphia Union     | Los Angeles FC (2)         |
| 28 | 2023 | Columbus Crew (3)        | 2–1         | Los Angeles FC         | FC Cincinnati (1)          |
| 29 | 2024 | LA Galaxy (6)            | 2–1         | New York Red Bulls     | Inter Miami (1)            |

### Performances por clube
†: Indica uma franquia encerrada
| Clube                  | MLS Cup | Anos campeão                       | Supporters' Shield | Anos campeão           | Total |
| ---------------------- | ------- | ---------------------------------- | ------------------ | ---------------------- | ----- |
| LA Galaxy              | 6       | 2002, 2005, 2011, 2012, 2014, 2024 | 4                  | 1998, 2002, 2010, 2011 | 10    |
| D.C. United            | 4       | 1996, 1997, 1999, 2004             | 4                  | 1997, 1999, 2006, 2007 | 8     |
| Columbus Crew          | 3       | 2008, 2020, 2023                   | 3                  | 2004, 2008, 2009       | 6     |
| San Jose Earthquakes   | 2       | 2001, 2003                         | 2                  | 2005, 2012             | 4     |
| Sporting Kansas City   | 2       | 2000, 2013                         | 1                  | 2000                   | 3     |
| Seattle Sounders       | 2       | 2016, 2019                         | 1                  | 2014                   | 3     |
| Houston Dynamo         | 2       | 2006, 2007                         | 0                  | —                      | 2     |
| Los Angeles FC         | 1       | 2022                               | 2                  | 2019, 2022             | 3     |
| Chicago Fire           | 1       | 1998                               | 1                  | 2023                   | 2     |
| Toronto FC             | 1       | 2017                               | 1                  | 2017                   | 2     |
| Real Salt Lake         | 1       | 2009                               | 0                  | —                      | 1     |
| Colorado Rapids        | 1       | 2010                               | 0                  | —                      | 1     |
| Portland Timbers       | 1       | 2015                               | 0                  | —                      | 1     |
| Atlanta United         | 1       | 2018                               | 0                  | —                      | 1     |
| New York City FC       | 1       | 2021                               | 0                  | —                      | 1     |
| New York Red Bulls     | 0       | —                                  | 3                  | 2013, 2015, 2018       | 3     |
| Tampa Bay Mutiny †     | 0       | —                                  | 1                  | 1996                   | 1     |
| Miami Fusion †         | 0       | —                                  | 1                  | 2001                   | 1     |
| FC Dallas              | 0       | —                                  | 1                  | 2016                   | 1     |
| Philadelphia Union     | 0       | —                                  | 1                  | 2020                   | 1     |
| New England Revolution | 0       | —                                  | 1                  | 2021                   | 1     |
| FC Cincinnati          | 0       | —                                  | 1                  | 2023                   | 1     |
| Inter Miami            | 0       | —                                  | 1                  | 2024                   | 1     |

### Performances por conferência
| Conferência | MLS Cup | Supporters' Shield | Total |
| ----------- | ------- | ------------------ | ----- |
| Leste       | 13      | 19                 | 32    |
| Oeste       | 16      | 10                 | 26    |

## Premiação
Ao final de cada temporada diversos prêmios são distribuído as equipes e jogadores. Os finalistas de cada categoria são escolhidos pelos próprios jogadores, funcionários da liga e imprensa.
- MLS Best XI
- Prémio Sigi Schmid de Melhor Técnico do Ano
- Prémio de Retorno do Ano da MLS
- Prémio de Defensor do Ano da MLS
- Prémio MLS Fair Play (individual)
- Prémio MLS Fair Play (time)
- Prémio de Gol do Ano da MLS
- Prémio de Goleiro do Ano da MLS
- Chuteira de Ouro da MLS
- Prémio de Humanitário do Ano da MLS
- Prémio Landon Donovan MVP
- Prémio de Contratação do Ano da MLS
- Prémio de Árbitro do Ano da MLS
- Prémio de Revelação do Ano da MLS
- Prémio de Defesa do Ano da MLS

### Prémio Landon Donovan MVP
O Landon Donovan MVP Award ou Prémio Landon Donovan MVP é um prémio anual dado ao jogador mais valioso da liga naquele ano.

### MLS Golden Boot
O MLS Golden Boot é um prémio anual dado ao artilheiro da competição.